# لندن

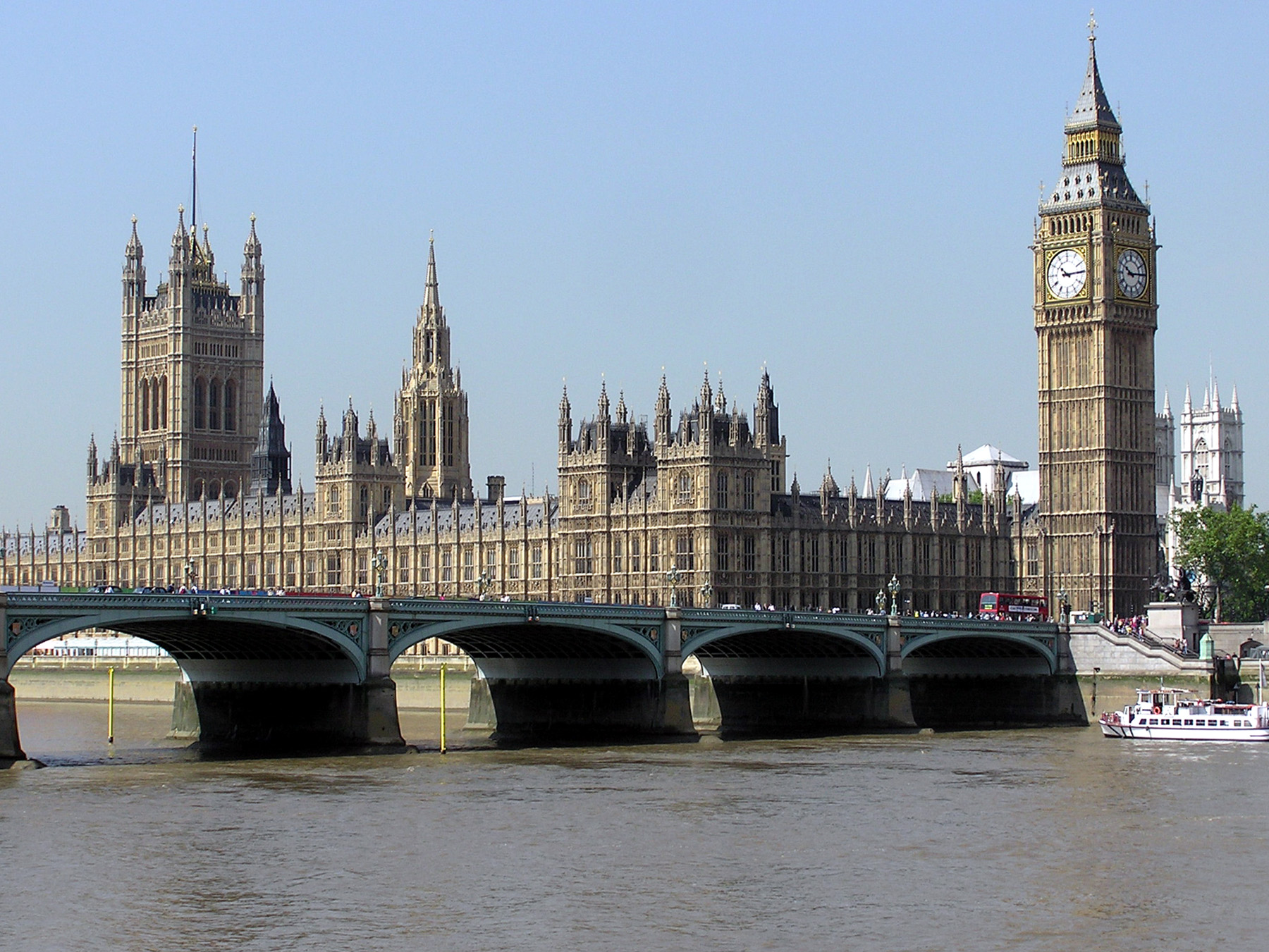
مبنى البرلمان وساعة بيغ بين

لَندَن (بالإنجليزية: London)، (وتُعرف كذلك بأسماء لُوندَرَس ولَندَرَة ولَندَرَا) هي عاصمة المملكة المتحدة وأكبر مدنها. تقع على نهر التمز في جنوب بريطانيا. يعيش في المدينة حوالي 8.4 مليون نسمة، منهم حوالي 2.7 في أحياء لندن الداخلية. يبلغ عدد سكانها مع ضواحيها 15,010,295 نسمة في 2012، لتكون بذلك أكبر مدن أوروبا، وأحد أهم مراكزها السياسية والاقتصادية والثقافية. شكل التقسيم الإداري الحالي لِلَندن في 1 أبريل 1965 مع تأسيس لندن الكبرى. يوجد في المدينة عدد كبير من الجامعات والمعاهد والمتاحف والمسارح. كما تتخذ كثير من المنظمات الدولية والشركات العالمية من المدينة مقراً لها، وبالتحديد المدينة الأصلية «مدينة لندن» ذات الإدارة المستقلة عن أغلب مناطق العاصمة.

## التاريخ
أُنشئت لندن في عام 43 م، عندما أخذت جيوش الإمبراطورية الرومانية في غزو بريطانيا، وبنى الرومان ميناء على التمز، بالقرب من جسر لندن الحالي، وربما اختاروا هذا الموقع؛ لأن ضفاف النهر ـ شرق هذه المنطقة ـ كانت تمتلئ بالمستـنقعات، مما جـعل الاستقرار بها مستحيلاً. وأطلق الرومـان على هذا الميناء اسم لندينيوم، واسم لندن يأتي من هذه الكلمة. وفي بداية القرن الثالث الميلادي قام الرومان ببناء جدار حول لندن، وربما كان ذلك لحمايتها من المغيرين، وكان هذا السور والأسوار التي حلت محله بمثابة حدود لندن لمئات من السنين.
وفي عام 410م هاجمت قبائل البرابرة روما، واستدعيت القوات الرومانية الموجودة في بريطانيا للعودة إلى الوطن، ولصد الغزاة، وسجل هذا العام نهاية السيطرة الرومانية على بريطانيا، ولم يتبق من لندن الرومانية إلا القليل باستثناء بعض أجزاء السور القديم التي مازالت موجودة، وبقايا بعض المباني.

### لندن في وقت مبكر
لم يحدث في لندن إلا نمو طفيف فيما بين القرنين الخامس والحادي عشر الميلاديين، ولكن في منتصف القرن الحادي عشر قام الملك السكسوني إدوارد المعترف به ببناء قصر، وإعادة بناء كنيسة على مسافة ثلاثة كيلو مترات في الاتجاه الجنوبي الغربي من لندن، وكان الملوك السكسونيون قبل ذلك يسكنون في ونشستر في منتصف إنجلترا الجنوبي. ولقد كانت المنشآت التي بناها إدوارد اللبنة الأولى لمدينة وستمنستر، وأصبح قصر وستمنستر أهم مقر لحكام إنجلترا حتى العشرينيات من القرن السادس عشر، وسميت الكنيسة التي بناها كنيسة وستمنستر التي توج فيها وليم الغازي في عام 1066م، ومنح وليم سكان لندن الحكم الذاتي، وخلال حكمه بنى العديد من الكاتدرائيات والقلاع، كما بدأ أيضًا في بناء برج لندن.
بدأت معالم لندن الأخرى في الظهور خلال العصور الوسطى فيما يقرب من عام 1100م وبدأ العمل في كاتدرائية القديس بول القديمة، لتحل محل الكنيسة التي دمرت في الحريق، وانتهى العمل بها بعد ذلك الوقت بمائتي سنة. وفي عام 1209م أصبح جسر لندن أول جسر حجري يقام عبر نهر التمز.
ثم بدأت الرابطات المهنية والتجارية تنمو في القرن الثاني عشر، وكل رابطة تمثل مجموعة معينة من العمال المهنيين، أو العاملين بالتجارة، مثل: الخبازين، والنجارين، والصاغة والبقالين، وكانت هذه الرابطات تسمى أيضًا مجموعات الزي الموحد، لأن كل مجموعة كان لها زيها الخاص بها، وكان أعضاء الرابطة يرتدون هذا الزي في مناسبات معينة.
انتخب أعضاء هذه الرابطات أول عمدة للندن في التسعينيات من القرن الثاني عشر، وفي عام 1215م أكد الملك جون على حق لندن في أن تحكم ذاتها، وفي نهاية القرن الخامس عشر الميلادي كان يسكن في لندن ما يقرب من 50,000 نسمة، وأصبح عمدتها ذا شأن كبير، حتى أنه أصبح يطلق عليه اسم اللورد العمدة.

### لندنالنُّرمنديةوالقروسوطية
اتسعت لندن بسرعة كبيرة خلال القرن السادس عشر، والنصف الأول من القرن السابع عشر الميلاديين، وبنى النبلاء ضياعهم في الغرب، خارج أسوار لندن مباشرة، وكان الملك هنري الثامن يقتني ستة قصور على الأقل في منطقة لندن، بما فيها قصر وستمنستر، وفي عام 1547م توفي الملك هنري، وتحول قصر وستمنستر إلى مكان انعقاد المجلس النيابي.
وفي فترة حكم الملكة إليزابيث الأولى، الذي امتد من عام 1558م إلى عام 1603م تحولت لندن إلى مركز مهم للتجارة العالمية، وخلال فترة حكمها افتتح أول المسارح العامة في ضواحي لندن، ومن أكثر هذه المسارح شعبية مسرح الجلوب في ساوث آرك، وبدأ شكسبير يقدم مسرحياته على خشبة ذلك المسرح في عام 1599م تقريبًا. انظر: شكسبير، وليم.
في منتصف القرن السابع عشر بلغ عدد سكان لندن نحو نصف مليون نسمة، معظمهم يعيشون خارج الأسوار في أحياء مثل كلاركنول، وسان جايلز، ووايت تشابل التي كانت في طريقها للتحول إلى أحياء فقيرة مكتظة، أما المنطقة داخل الأسوار، فأصبحت تعرف تدريجيًا باسم المدينة.

### الحربوالطاعونوالحريق
أصابت الكوارث لندن في منتصف القرن السابع عشر، وكان من نتيجة الصراع حول السلطة بين الملك تشارلز الأول والمجلس النيابي أن قامت حرب أهلية في عام 1642م، وانحازت لندن إلى فريق المجلس النيابي تحت قيادة أوليفركرومول، حيث تدهورت الحالة الاقتصادية في هذه الفترة. أصاب الطاعون الكبير لندن في عام 1665م، وهو وباء الطاعون الدملي الفتاك، وقبل انتهاء هذا الوباء في عام 1666م كان قد قضى على نحو 100,000 نسمة. وفي الثاني من سبتمبر عام 1666م اندلع الحريق الكبير في محل خباز بشارع بودنج في المدينة. ولم يتم التحكم في النيران إلا بعد مرور خمسة أيام، وكان من نتيجته أن تحولت معظم أجزاء المدينة المبنية من الخشب إلى رماد، وكان من خسائر هذا الحريق كاتدرائية سان بول ونحو 13,000 منزل، ولكن لم تحدث إلا خسائر محدودة في الأرواح.

### العصور الوسطى

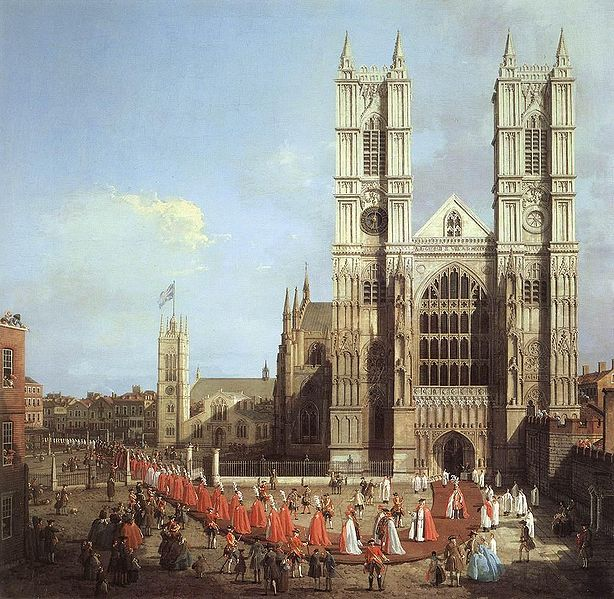
دير وستمنستر

سيطر كانوت العظيم Canute على عرش انكلترا سنة 1016 وسيطر على البلاد وعلى المدينة حتى سنة 1035 حيث أدى موته إلى أعادة السيطرة عليها من قبل الساكسون ادوارد المعترف Edward the Confessor آخر ملوك الساكسون والذي أعاد تأسيس دير وستمنستر Westminster Abbey المتاخمة لقصر ويستمنستر Westminster palce وقد أصبحت مدينة لندن في هذا الوقت المدينة الأكبر والأكثر ازدهارا على الرغم من أن مراكز الحكومة كان لا زال في ونشستر وبعد فوز ويليام الفاتح William the Conqueror في معركة هاستينغز Battle of Hastings تم تتويح الدوق النورماندي ملكا على انكلترا في يوم عيد الميلاد سنة 1066 في دير ويستمنستر وقد أعطى مواطني لندن امتيازات خاصة وأمر ببناء مايعرف الآن باسم برج لندن في الركن الجنوبي الشرقي من المدينة.
في سنة 1097 أمر وليام الثاني ملك إنجلترا ببناء قاعة ويستمنستر المتاخمة للدير والتي أصبحت جزء من قصر ويستمنستر لتكون مكان إقامة الوزارة الملكية طوال العصور الوسطى وبذلك أصبحت ويستمنستر مقر الديوان الملكي والحكومي.
كان عدد سكان لندن في سنة 1100 حوالي 18000 ليزداد سنة 1300 إلى 100000
تزايد عدد السكان اليهود في لندن حتى صدور الأمر الملكي للملك إدوارد الأول King Edward I في سنة 1290 بطردهم من انكلترا. بقيت لندن بمنأى عن الحروب الأهلية خلال العصور الوسطى باستثناء ثورة الفلاحين سنة 1310.
فقدت مدينة لندن ثلث سكانها بسبب الطاعون الأسود الذي ضربها في منتصف القرن الرابع عشر.

### إعادة بناء المدينة
أعاد أهل لندن بناءها، مستخدمين الطوب، والحجر بدلاً من الخشب. ولقد قام المعماري الشهير كريستوفر رن بإعادة بناء الكثير من المنشآت التي دمرها الحريق، بما فيها كاتدرائية القديس بول، ولكن قلة من السكان هم الذين عادوا إلى المدينة.
وسرعان ما عوضت الأعمال في لندن الخسارة التي لحقت بها من جراء الحريق. وافتتحت بورصة ملكية جديدة في عام 1675م تقريبًا، ولكن أماكن التفاوض بشأن المعاملات التجارية تركزت في المقاهي العديدة التي انتشرت في داخل المدينة، أو بالقرب منها، وبدأت شركة لويدز للتأمين أعمالها في مقهى إدوارد لويد في الثمانينيات من القرن السابع عشر، كما بدأت بورصة لندن للأوراق المالية في أوائل القرن الثامن عشر بمقهى يدعى مقهى جوناثان.

### البناء بعد الحرب
خلال الحرب قام المخططون المعماريون بعمل تخطيط جديد للندن، يقضي بإنشاء منطقة حزام واسع من الأراضي المفتوحة، أو بحزام أخضر حول لندن، وحول المدن الجديدة التي ستنشأ خارج الحزام، وقضى التخطيط بإعادة بناء المناطق التي تعرضت للقصف الشديد، وبتطوير الضفة الجنوبية. وفي الستينيات من القرن العشرين بدأت ناطحات السحاب تظهر في وسط لندن، مما غير كثيرًا من المنظر الطبيعي فوق المدينة.
وكما بدأت عملية بناء رأسية للندن أخذت المدينة في الانتشار أفقيًا، ولقد تم استبدال لندن الكبرى بمقاطعة لندن وذلك عن طريق قانون الحكم في لندن، الذي أقره المجلس النيابي في عام 1963م. وكان من بنود هذا القانون تقسيم لندن الكبرى إلى اثنتين وثلاثين دائرة، وتشكيل مجلس لندن الكبرى. وفي الثمانينيات اعترض كثيرون على تشكيل هذا المجلس ورأوا أنه لايستطيع القيام بالحكم بكفاءة، ولهذا السبب ولأسباب أخرى ألغي هذا المجلس بقرار من المجلس النيابي في عام 1986م، وانتقلت مسؤولية إدارة الحكم المحلي إلى الاثنتين وثلاثين دائرة.
اشتهرت لندن منذ زمن طويل بسُحُب الدخان الناجمة عن المنازل والمصانع، ولقد أدت سحب الدخان الكثيفة إلى وفاة 4,000 مواطن من لندن في عام 1952م، ولهذا أصدر المجلس النيابي قانون الهواء النظيف في عام 1956م وهذا القانون قيد استخدام المواد التي يتولد عنها الدخان في لندن. وفي السبعينيات لوحظ نظافة الجو في لندن.
يظل المرور من أسوأ المشاكل التي تواجه لندن، ولقد اقترحت الحكومة بناء طرق سريعة جديدة في منطقة وسط لندن، ولكن عارض كثير من الناس هذا المشروع، لأنه يتطلب نقل مئات الأسر من منازلهم. وللتخفيف من بعض مشاكل المرور، قامت الحكومة بإنشاء طريق سريع اسمه م²5 وهو طريق دائري حول لندن، افتتح في عام 1986م.
وفي عام 1981م أنشأت الحكومة هيئة تطوير ميناء لندن لتنمية وتحسين الأراضي المهجورة حول منطقة أرصفة الميناء في شرقي لندن، وكان من مهام هذه الهيئة جذب استثمارات جديدة، وسكان جدد لهذه المنطقة. وفي عام 1987م افتتح خط السكك الحديدية للميناء، لربط المنطقة بخطوط من المواصلات العامة. وافق سكان لندن في استفتاء أجري عام 1998م على إنشاء سلطة لندن الكبرى بدلاً عن مجلس لندن الكبرى الذي تم إلغاؤه عام 1985م.

### كبرى المدن في العالم
في عام 1800م كان عدد سكان لندن يقارب المليون نسمة، وهو عدد يفوق تعداد أي مدينة في العالم وقتها. وفي خلال فترة الثورة الصناعية في القرن التاسع عشر أنشأت لندن أسواقًا لمنتجات مصانعها، وجمع تجار المدينة، ورجال المصارف بها ثروات طائلة، ولكن العديد من العمال كانوا يعانون من الفقر المدقع، ويعيشون في أحياء فقيرة مكتظة تنتشر بها الأمراض والأوبئة.

### نمو الضواحي
خلال القرن التاسع عشر قام عدد كبير من سكان لندن بالانتقال إلى أطراف المدينة، وكان من أهم أسباب هذا النمو السريع للضواحي، التحسن الذي طرأ على وسائل النّقل.
حدث أول إصلاح في نظام الحكم في لندن عام 1888م ولقد تكونت مقاطعة لندن في هذا العام، كما تم تشكيل مجلس مقاطعة لندن ليكون الهيئة الإدارية الحاكمة بها، وكانت المقاطعة تغطي مساحة تصل إلى نحو خمس حجم لندن الكبرى حاليًا.
الضربات الجوية. في صيف عام 1940م شنت ألمانيا هجومًا جويًا شرسًا على بريطانيا، وكانت لندن من أهم أهدافها، وعرف هذا الهجوم الجوي باسم الصاعقة، واستمر من سبتمبر عام 1940م حتى مايو عام 1941م، وكانت الطائرات الألمانية ليلة تلو الأخرى تدك بالقنابل مناطق العمران بالمدينة.

## الجغرافيا

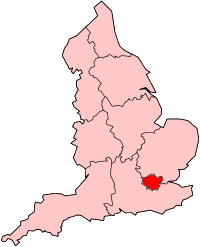
موقع لندن في إنجلترا

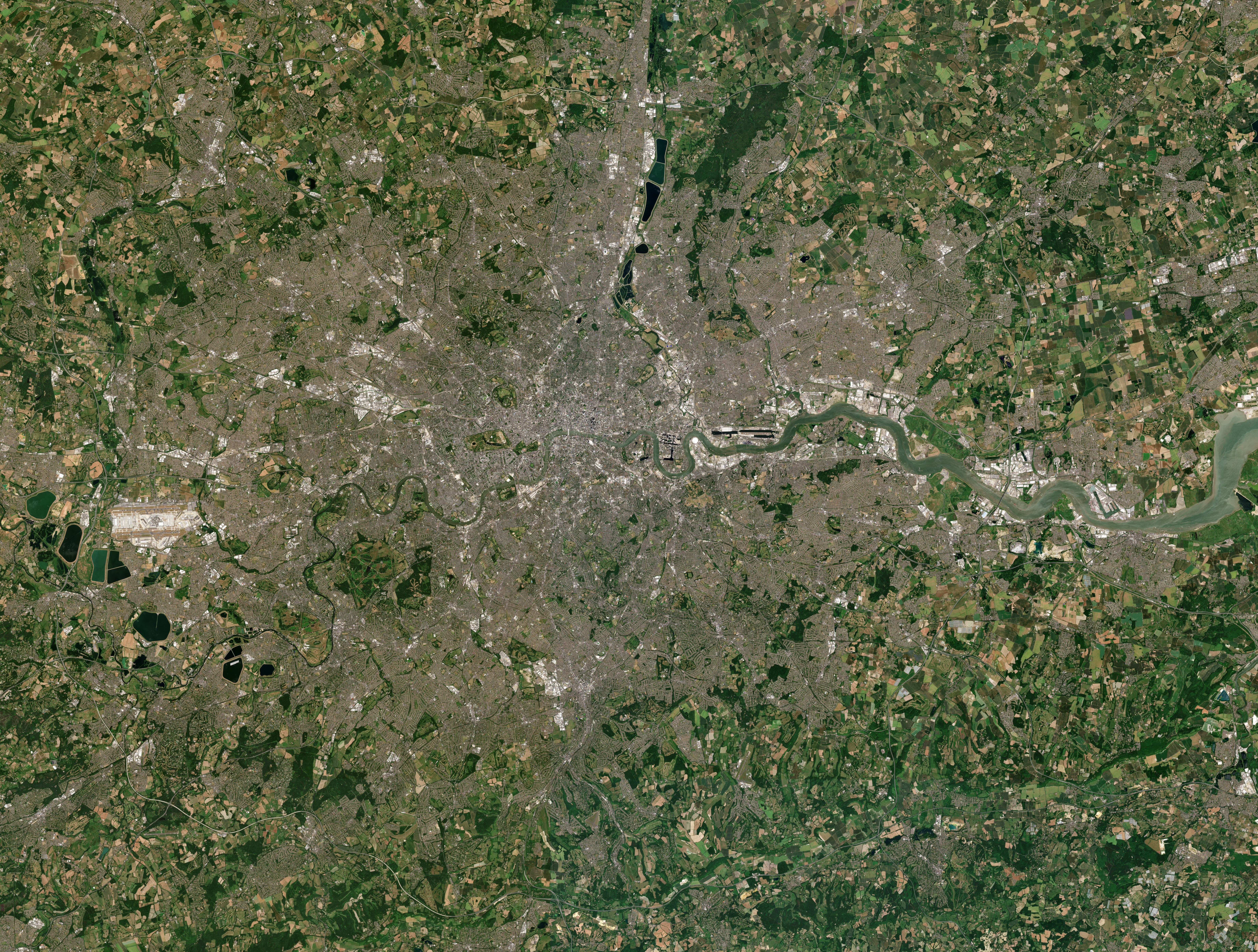
منظر القمر الصناعي لمدينة لندن في يونيو 2018

لندن المعروفة أيضًا باسم لندن الكبرى، هي إحدى مناطق إنجلترا التسع، والتقسيم الفرعي الأعلى الذي يغطي معظم منطقة المدينة الكبرى. كانت مدينة لندن في جوهرها تضمّ المستوطنة بأكملها، ولكن مع نموّ منطقتها الحضرية، قاومت مؤسسة لندن محاولات دمج المدينة مع ضواحيها، مما أدى إلى تعريف "لندن" بعدة طرق.
تمتد لندن بمسافة حوالي 40 كم على ضفتي نهر التمز ويبلغ متوسط ارتفاعها 62 متر فوق سطح البحر. تأسست المدينة في الأصل على الضفة الشمالية. كان جسر برج لندن على مدى عصور عديدة الجسر الوحيد الذي يربط ضفتي المدينة ببعضها. يقع مركز المدينة، الحي التجاري والشوارع المهمة على الضفة الشمالية للنهر. مع بناء جسور أخرى ومد خطوط السكك الحديدية، توسعت المدينة في كل الجهات. طبيعة لندن بشكل عام منبسطة. كان نهر التمز في الماضي أعرض مما هو عليه الآن، حيث تم بناء عدد من السدود عليه. بسبب قربها من بحر الشمال فقد كانت لندن عرضة لعدد من الفيضانات. تم تحديد خط الطول الجغرافي يمر بالمرصد الملكي في غرينتش كخط الطول رقم صفر. أنه اليوم الخط الذي يتم على أساسه احتساب اختلاف المناطق الزمنية في العالم.

### المناخ

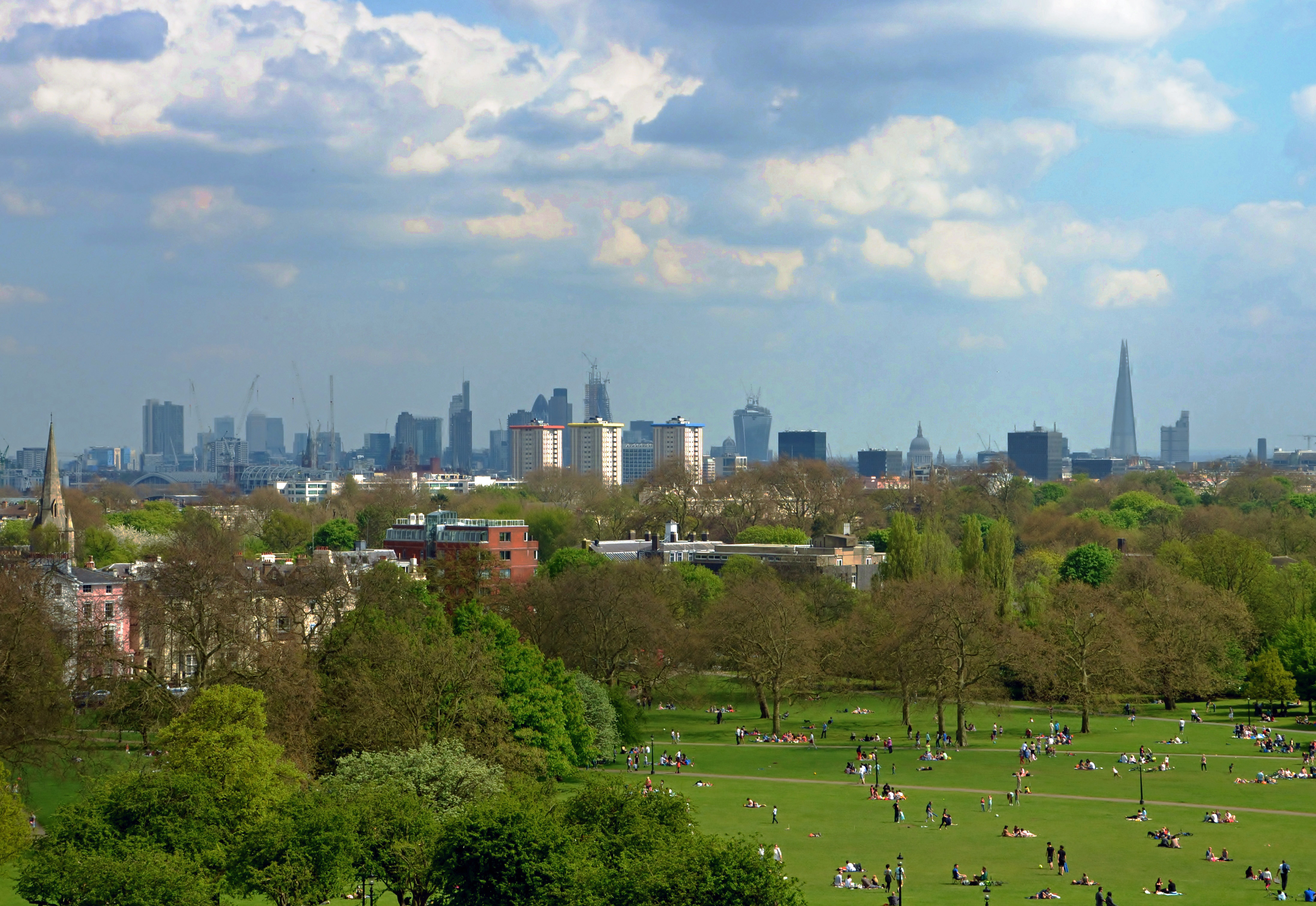
لندن من تلة بريمروز

تتمتع لندن بمناخ محيطي معتدل (تصنيف كوبن للمناخ: Cfb)، دون التأثيرات المتطرفة القارية الموجودة في أوروبا. يتميز المناخ بوجود أربعة فصول، مع صيف دافئ وأحيانًا حارًا و شتاءًا بارد. عادة مايكون الربيع والخريف معتدلين. يبلغ متوسط هطول الأمطار السنوي حوالي 600 ملم، وهو أقل من غاليبية المدن الكبيرة مثل روما، لشبونة، نيويورك وسيدني. ومع ذلك، على الرغم من هطول الأمطار السنوي المنخفض نسبيًا، لا تزال لندن تتلقى 109.6 يومًا ماطرًا متوزعة على مدار السنة بمقياس 1.0 مم — أعلى من أو على الأقل مشابهة جدًا للمدن المذكورة أعلاه. مع ذلك، فإن لندن معرضة لتغير المناخ في المملكة المتحدة، هناك قلق متزايد بين خبراء الهيدرولوجيا من احتمال نفاد المياه من المنازل في لندن قبل عام 2050.
الصيف دافئ بشكل عام وأحيانًا حار. يبلغ متوسط ارتفاع درجة الحرارة في يوليو 23.9 °مئوية (74.3 °فهرنهايت). في المتوسط كل عام، تشهد لندن 31 يومًا فوق 25.0 °مئوية (77.0 ° فهرنهايت) و 4.2 يومًا فوق 30.0 °مئوية (86.0 °فهرنهايت).
الشتاء بارد بشكل عام مع اختلاف طفيف في درجة الحرارة. الثلوج الكثيفة نادرة ولكن الثلج عادة ما يسقط مرة واحدة على الأقل كل شتاء. كمدينة كبيرة، تتمتع لندن بتأثير كبير للجزيرة الحرارية الحضرية، مما يجعل وسط لندن في الغالب 5 درجات °مئوية (9 °فهرنهايت) أكثر دفئًا من المناطق المجاورة والضواحي.
تم الاحتفاظ بسجلات هطول الأمطار تاريخياً في المدينة منذ عام 1697 على الأقل، عندما بدأت السجلات في كيو. أكبر هطول للأمطار في شهر واحد كان 7.4 بوصات (189 ملم) في نوفمبر 1755 وأقلها 0 بوصة (0 ملم) في كل من ديسمبر 1788 ويوليو 1800. وفي مايل إند أيضًا 0 بوصة (0 ملم) في أبريل 1893. العام الأكثر تساقطاً للأمطار على الإطلاق هو عام 1903، حيث بلغ إجمالي التساقطات 38.1 بوصة (969 ملم) والأكثر جفافاً هو عام 1921، مع كمية تساقطات تبلغ 12.1 بوصة (308 ملم).
تتراوح درجة الحرارة القصوى في لندن من 40.2 °مئوية (104.4 °فهرنهايت) في مطار هيثرو في 19 يوليو بسنة 2022 وصولًا إلى —16.1 °مئوية (3.0 °فهرنهايت) في نورثولت في 1 يناير 1962.
| البيانات المناخية لـلندن (مطار هيثرو)، أرتفاع: 25 م (82 قدم)، معدل 1991–2020              | البيانات المناخية لـلندن (مطار هيثرو)، أرتفاع: 25 م (82 قدم)، معدل 1991–2020 | البيانات المناخية لـلندن (مطار هيثرو)، أرتفاع: 25 م (82 قدم)، معدل 1991–2020 | البيانات المناخية لـلندن (مطار هيثرو)، أرتفاع: 25 م (82 قدم)، معدل 1991–2020 | البيانات المناخية لـلندن (مطار هيثرو)، أرتفاع: 25 م (82 قدم)، معدل 1991–2020 | البيانات المناخية لـلندن (مطار هيثرو)، أرتفاع: 25 م (82 قدم)، معدل 1991–2020 | البيانات المناخية لـلندن (مطار هيثرو)، أرتفاع: 25 م (82 قدم)، معدل 1991–2020 | البيانات المناخية لـلندن (مطار هيثرو)، أرتفاع: 25 م (82 قدم)، معدل 1991–2020 | البيانات المناخية لـلندن (مطار هيثرو)، أرتفاع: 25 م (82 قدم)، معدل 1991–2020 | البيانات المناخية لـلندن (مطار هيثرو)، أرتفاع: 25 م (82 قدم)، معدل 1991–2020 | البيانات المناخية لـلندن (مطار هيثرو)، أرتفاع: 25 م (82 قدم)، معدل 1991–2020 | البيانات المناخية لـلندن (مطار هيثرو)، أرتفاع: 25 م (82 قدم)، معدل 1991–2020 | البيانات المناخية لـلندن (مطار هيثرو)، أرتفاع: 25 م (82 قدم)، معدل 1991–2020 | البيانات المناخية لـلندن (مطار هيثرو)، أرتفاع: 25 م (82 قدم)، معدل 1991–2020 |
| الشهر                                                                                     | يناير                                                                        | فبراير                                                                       | مارس                                                                         | أبريل                                                                        | مايو                                                                         | يونيو                                                                        | يوليو                                                                        | أغسطس                                                                        | سبتمبر                                                                       | أكتوبر                                                                       | نوفمبر                                                                       | ديسمبر                                                                       | المعدل السنوي                                                                |
| ----------------------------------------------------------------------------------------- | ---------------------------------------------------------------------------- | ---------------------------------------------------------------------------- | ---------------------------------------------------------------------------- | ---------------------------------------------------------------------------- | ---------------------------------------------------------------------------- | ---------------------------------------------------------------------------- | ---------------------------------------------------------------------------- | ---------------------------------------------------------------------------- | ---------------------------------------------------------------------------- | ---------------------------------------------------------------------------- | ---------------------------------------------------------------------------- | ---------------------------------------------------------------------------- | ---------------------------------------------------------------------------- |
| الدرجة القصوى °م (°ف)                                                                     | 17.2 (63.0)                                                                  | 21.2 (70.2)                                                                  | 24.5 (76.1)                                                                  | 29.4 (84.9)                                                                  | 32.8 (91.0)                                                                  | 35.6 (96.1)                                                                  | 40.2 (104.4)                                                                 | 38.1 (100.6)                                                                 | 35.0 (95.0)                                                                  | 29.5 (85.1)                                                                  | 21.1 (70.0)                                                                  | 17.4 (63.3)                                                                  | 40.2 (104.4)                                                                 |
| متوسط درجة الحرارة الكبرى °م (°ف)                                                         | 8.4 (47.1)                                                                   | 9.0 (48.2)                                                                   | 11.7 (53.1)                                                                  | 15.0 (59.0)                                                                  | 18.4 (65.1)                                                                  | 21.6 (70.9)                                                                  | 23.9 (75.0)                                                                  | 23.4 (74.1)                                                                  | 20.2 (68.4)                                                                  | 15.8 (60.4)                                                                  | 11.5 (52.7)                                                                  | 8.8 (47.8)                                                                   | 15.7 (60.3)                                                                  |
| المتوسط اليومي °م (°ف)                                                                    | 5.6 (42.1)                                                                   | 5.8 (42.4)                                                                   | 7.9 (46.2)                                                                   | 10.5 (50.9)                                                                  | 13.7 (56.7)                                                                  | 16.8 (62.2)                                                                  | 19.0 (66.2)                                                                  | 18.7 (65.7)                                                                  | 15.9 (60.6)                                                                  | 12.3 (54.1)                                                                  | 8.4 (47.1)                                                                   | 5.9 (42.6)                                                                   | 11.7 (53.1)                                                                  |
| متوسط درجة الحرارة الصغرى °م (°ف)                                                         | 2.7 (36.9)                                                                   | 2.7 (36.9)                                                                   | 4.1 (39.4)                                                                   | 6.0 (42.8)                                                                   | 9.1 (48.4)                                                                   | 12.0 (53.6)                                                                  | 14.2 (57.6)                                                                  | 14.1 (57.4)                                                                  | 11.6 (52.9)                                                                  | 8.8 (47.8)                                                                   | 5.3 (41.5)                                                                   | 3.1 (37.6)                                                                   | 7.8 (46.0)                                                                   |
| أدنى درجة حرارة °م (°ف)                                                                   | −16.1 (3.0)                                                                  | −9.6 (14.7)                                                                  | −8.3 (17.1)                                                                  | −3.2 (26.2)                                                                  | −0.9 (30.4)                                                                  | 5.2 (41.4)                                                                   | 7.0 (44.6)                                                                   | 6.5 (43.7)                                                                   | 1.4 (34.5)                                                                   | −3.3 (26.1)                                                                  | −7.0 (19.4)                                                                  | −11.1 (12.0)                                                                 | −16.1 (3.0)                                                                  |
| الهطول مم (إنش)                                                                           | 58.8 (2.31)                                                                  | 45.0 (1.77)                                                                  | 38.8 (1.53)                                                                  | 42.3 (1.67)                                                                  | 45.9 (1.81)                                                                  | 47.3 (1.86)                                                                  | 45.8 (1.80)                                                                  | 52.8 (2.08)                                                                  | 49.6 (1.95)                                                                  | 65.1 (2.56)                                                                  | 66.6 (2.62)                                                                  | 57.1 (2.25)                                                                  | 615.0 (24.21)                                                                |
| متوسط أيام هطول الأمطار (≥ 1.0 mm)                                                        | 11.5                                                                         | 9.5                                                                          | 8.5                                                                          | 8.8                                                                          | 8.0                                                                          | 8.3                                                                          | 7.9                                                                          | 8.4                                                                          | 7.9                                                                          | 10.8                                                                         | 11.2                                                                         | 10.8                                                                         | 111.7                                                                        |
| متوسط الرطوبة النسبية (%)                                                                 | 80                                                                           | 77                                                                           | 70                                                                           | 65                                                                           | 67                                                                           | 65                                                                           | 65                                                                           | 69                                                                           | 73                                                                           | 78                                                                           | 81                                                                           | 81                                                                           | 73                                                                           |
| ساعات سطوع الشمس الشهرية                                                                  | 61.1                                                                         | 78.8                                                                         | 124.5                                                                        | 176.7                                                                        | 207.5                                                                        | 208.4                                                                        | 217.8                                                                        | 202.1                                                                        | 157.1                                                                        | 115.2                                                                        | 70.7                                                                         | 55.0                                                                         | 1٬674٫8                                                                      |
| نسبة وصول أشعة الشمس                                                                      | 23                                                                           | 28                                                                           | 31                                                                           | 40                                                                           | 41                                                                           | 41                                                                           | 42                                                                           | 45                                                                           | 40                                                                           | 35                                                                           | 27                                                                           | 21                                                                           | 35                                                                           |
| متوسط مؤشر الأشعة فوق البنفسجية                                                           | 1                                                                            | 1                                                                            | 2                                                                            | 4                                                                            | 5                                                                            | 6                                                                            | 6                                                                            | 5                                                                            | 4                                                                            | 2                                                                            | 1                                                                            | 0                                                                            | 3                                                                            |
| المصدر #1: مكتب الأرصاد الجوية، المعهد الملكي الهولندي للأرصاد الجوية                     |                                                                              |                                                                              |                                                                              |                                                                              |                                                                              |                                                                              |                                                                              |                                                                              |                                                                              |                                                                              |                                                                              |                                                                              |                                                                              |
| المصدر #2: Weather Atlas (percent sunshine and UV Index) CEDA Archive TORRO Time and Date |                                                                              |                                                                              |                                                                              |                                                                              |                                                                              |                                                                              |                                                                              |                                                                              |                                                                              |                                                                              |                                                                              |                                                                              |                                                                              |

## التقسيم الإداري
لندن مقسمة إلى 33 منطقة إدارية تسمى كل واحدة منها «برة لندني» (London Boroughs). المناطق والتوزع السكاني (2001م) أدناه:
| 1. مدينة لندن 7,185 2. وستمنستر 181,286 3. كينسينغتون وتشيلسي 158,919 4. هامرسميث وفولهام ‏ 165,242 5. واندزورث 260,380 6. لامبيث 266,169 7. ساوثوارك ‏ 244,866 8. تاور هامليتس 196,106 9. هنكي 202,824 10. إزلنغتون 175,797 11. كودمان 198,020 12. برنت ‏ 263,464 13. إيلنغ 300,948 14. هاونزلو 212,341 15. ريتشموند على التمز 172,335 16. كينغستون على التمز ‏ 147,273 | أحياء لندن | 1. ميرتون ‏187,907 2. ساتون 179,768 3. كرويدون ‏ 330,587 4. بروملي 295,532 5. لويشام ‏ 248,922 6. غرينتش 214,403 7. بيكسلي ‏ 218,307 8. هارفينغ ‏ 224,248 9. باركينغ وداغنهام 163,944 10. ريدبريدج ‏ 238,635 11. نيوهام 243,891 12. غابة والثام ‏ 218,341 13. هارينجي216,507 14. أنفيلد 273,559 15. بارنيت 314,564 16. هرو 206,814 17. هيلينغدون 243,006 |

## المطارات
- مطار لندن هيثرو (بالإنجليزية: London Heathrow Airport) (إياتا: LHR، إيكاو: EGLL) هو مطار دولي يقع غرب العاصمة البريطانية لندن، يعد مطار هيثرو أكبر المطارات البريطانية، وثالث أكثر مطارات العالم إزدحاماً من ناحية حركة.
- مطار غاتويك (بالإنجليزية: London Gatwick Airport) (إياتا: LGW، إيكاو: EGKK) هو مطار دولي يقع في مدينة كرولي في مقاطعة غرب ساسكس جنوب لندن، ويبعد عن لندن حوالي 45.7 كيلو متر، ويحتل المرتبة الثانية بعد مطار هيثرو على مستوى منطقة لندن والمملكة المتحدة. وصنف في المرتبة 28 على مستوى العالم من ناحية عدد الركاب المسافرين.
- مطار ستانستد (بالإنجليزية: London Stansted Airport) (إياتا: STN، إيكاو: EGSS) هو مطار دولي يقع شمال شرق لندن بالقرب من بلدة ستانستد ماونتفشت في مقاطعة غرب ساسكس، ويبعد عن وسط لندن حوالي 48 كيلو متر، ويحتل المرتبة الثالثة بعد مطار هيثرو ومطار غاتويك على مستوى منطقة لندن والمملكة المتحدة. [1]
- مطار لندن لوتون (بالإنجليزية: London Luton Airport) (إياتا: LTN، إيكاو: EGGW) هو مطار دولي يقع في مدينة لوتون في مقاطعة بيدفوردشير شمال لندن، ويبعد عن وسط لندن حوالي 56.5 كيلو متر، ويحتل المرتبة الرابعة بين خمس مطارات دولية تخدم منطقة لندن.

## الثقافة ومعالم المدينة
من أشهر معالم المدينة:

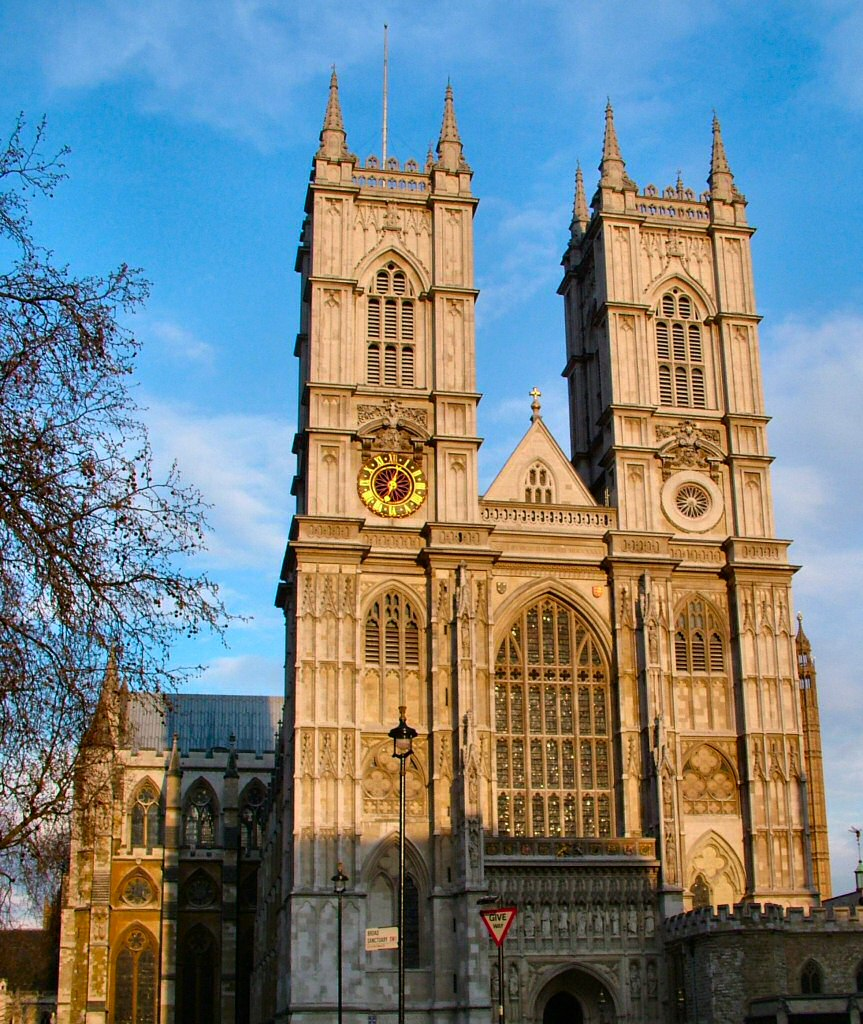
دير ويستمنستر

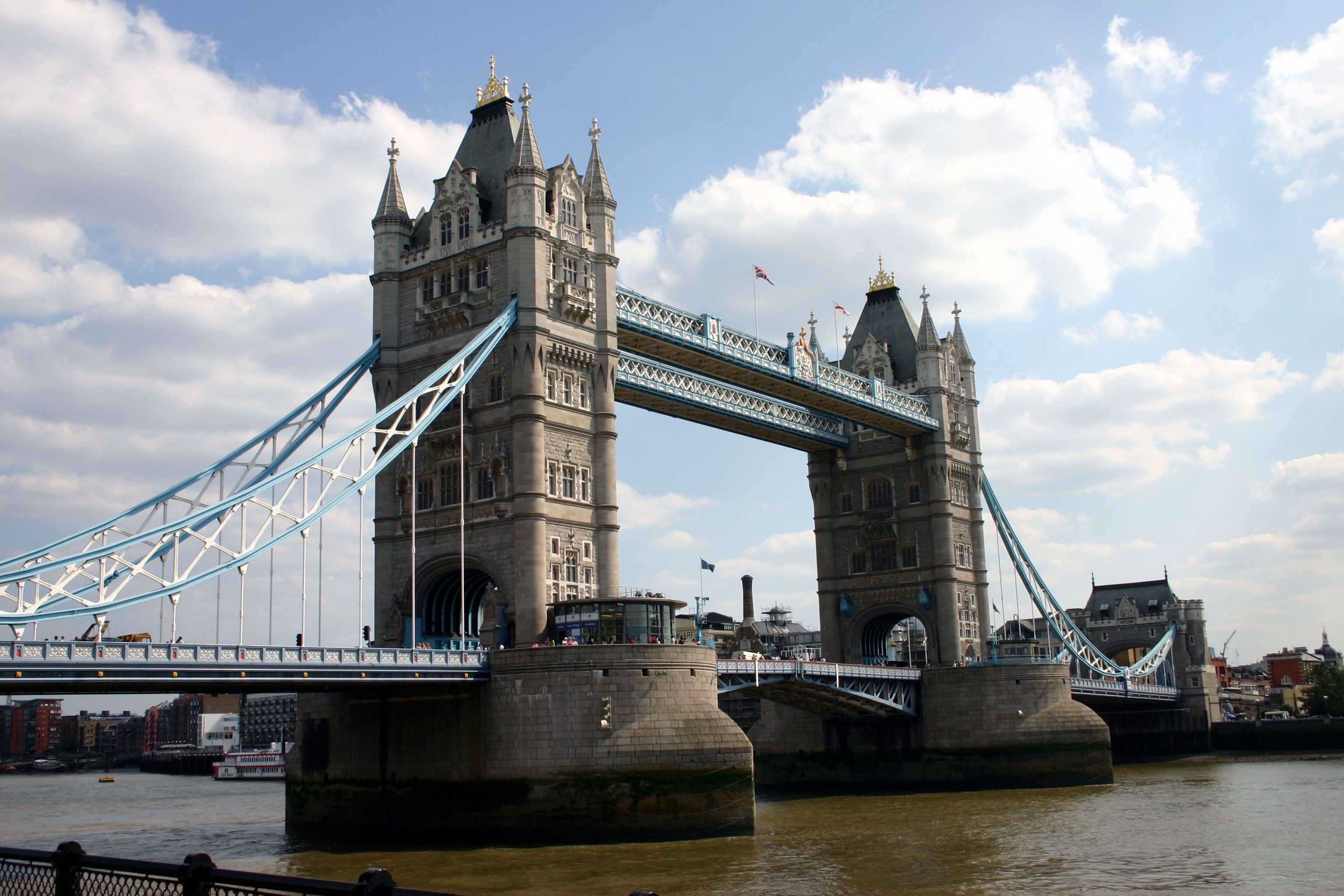
جسر برج لندن

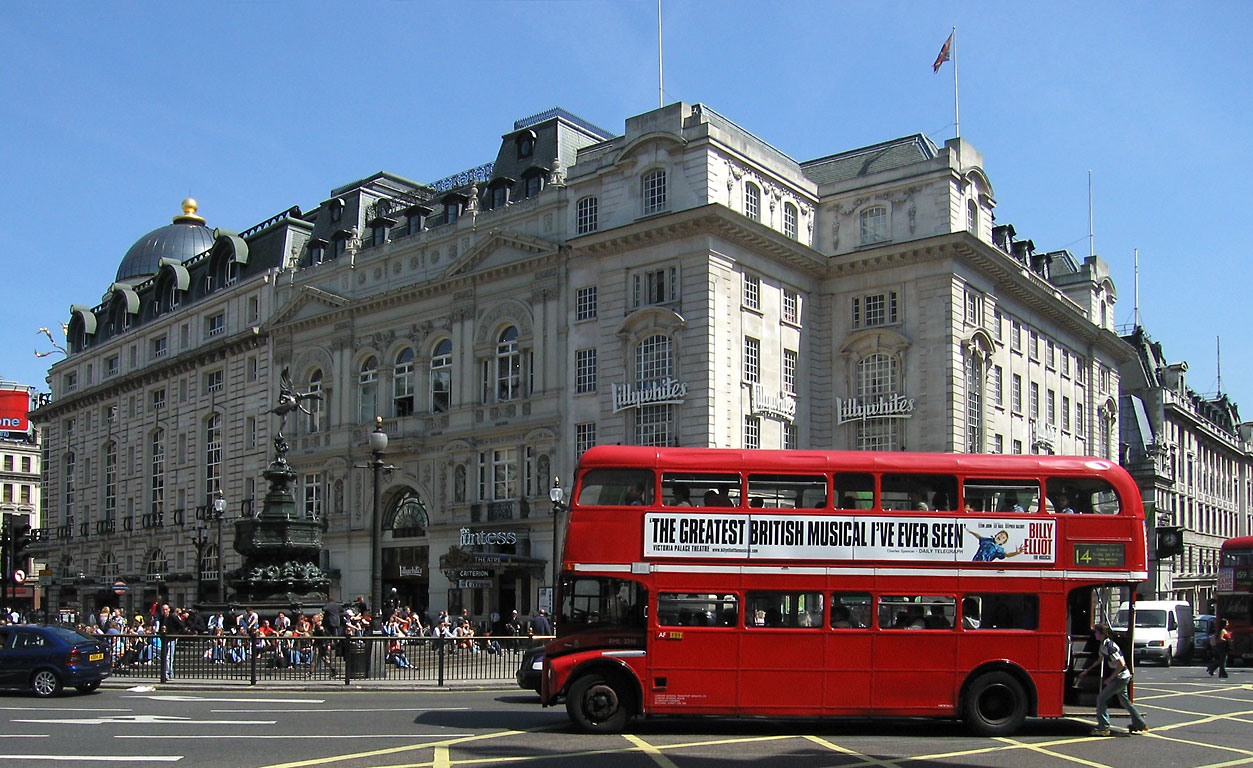
ميدان بيكاديللي

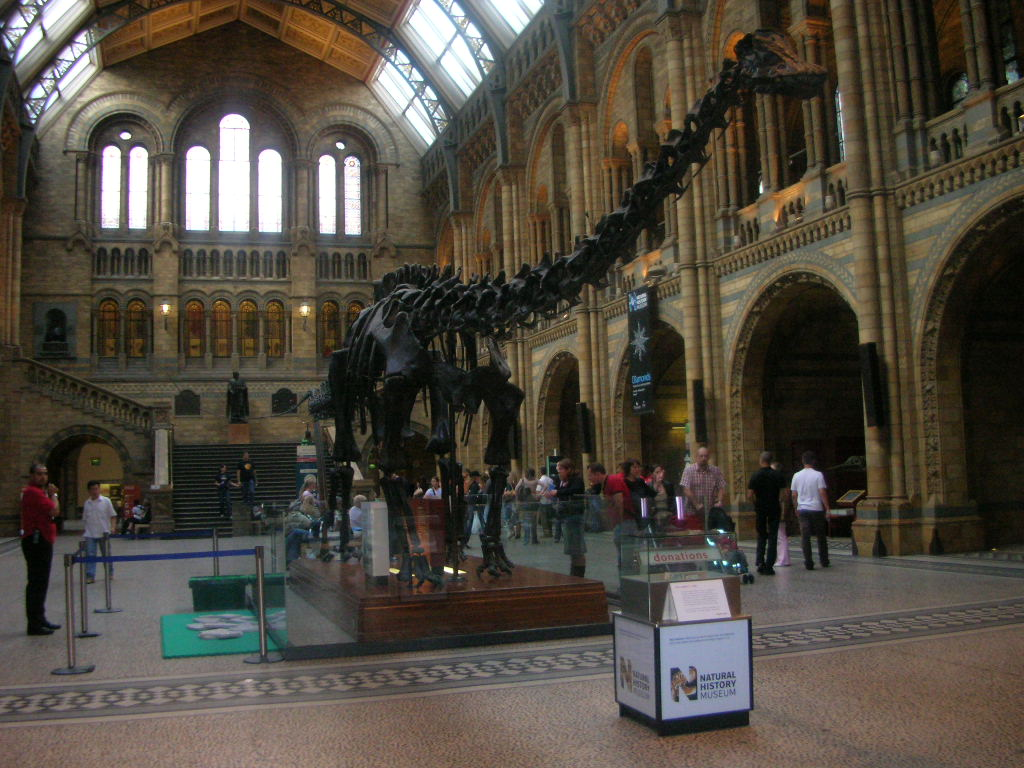
متحف التاريخ الطبيعى

- برج بيج بن: يعرف أيضا باسم برج الساعة لوجود ساعة بيغ بين الشهيرة فيه.
- جسر برج لندن: أول جسر بني في المدينة فوق نهر التمز.
- كاتدرائية القديس بولس: أهم كنيسة في لندن.
- دير وستمنستر: به مقابر ملوك البلاد.
- قصر وستمنستر: أو مبنى البرلمان البريطاني الذي يحتوي على مجلس العموم ومجلس اللوردات.
- مبنى بلدية لندن.
- ميدان بيكاديللي.
- القصور الملكية في سانت جيمس، كينغستون وباكنغهام.
- متحف مدام تيسود: الذي يعرف أيضا تحت اسم متحف الشمع.
- المتحف البريطاني.
- المتحف الوطني، لندن
- متحف التاريخ الطبيعى
- المتحف العلمى
- متحف فكتوريا وألبرت
- ملعب ويمبلي

## السكان
أدت الثورة الصناعية السريعة إلى ارتفاع عدد السكان بشكل كبير خلال القرن التاسع عشر وأوائل القرن العشرين، واستمرت لندن كأكثر مدن العالم سكاناً حتى عام 1925 عندما حصلت نيويورك على هذا اللقب. بلغ عدد السكان فيها خلال عام 1939 8.615.245 نسمة، وفي منتصف عام 2006 كان عدد المقيمين الرسميين في لندن الكبرى 7.512.400. على أية حال، في 2001 كان العمران الحضارى المستمر خارج حدود لندن الكبرى يأوى 8.278.251. يحتوي مجموع المناطق الحضارية على ما بين 12 و14 مليون نسمة (يختلف حسب تحديد المناطق الحضارية). طبقا ً ليروستات، لندن هي أكثر المدن ازدحاماً في الاتحاد الأوروبي والثانية في أوروبا (الثالثة إذا اعتبرنا أن إسطنبول تقع في أوروبا).
تبلغ مساحة الأقليم حوالي 604 ميل مربع (1.579 كم مربع) بكثافة سكانية تصل إلى 12.331 نسمة لكل
ميل مربع (ما يعادل 4.761 نسمة لكل كم مربع) وهو أكبر عشر مرات من أي إقليم آخر في إنجلترا.
بالنسبة لمعدلات التلوث، تحتل لندن المركز الخامس والعشرين. والترتيب السابع عشر في حجم المناطق الحضارية العمرانية. كما أنها تحتل المركز الرابع في عدد الملياردرات (بالدولار الأمريكي).
تعتبر لندن من أغلى مدن العالم في تكاليف المعيشة مع طوكيو وموسكو.
| ذكور    | فئة عمرية | إناث    |
| ------- | --------- | ------- |
| 154٬693 | 75 وأكثر  | 268٬830 |
| 99٬788  | 70-74     | 120٬432 |
| 119٬113 | 65-69     | 128٬734 |
| 137٬288 | 60-64     | 145٬568 |
| 155٬664 | 55-59     | 167٬366 |
| 199٬509 | 50-54     | 211٬306 |
| 203٬589 | 45-49     | 213٬935 |
| 252٬639 | 40-44     | 258٬338 |
| 311٬034 | 35-39     | 322٬920 |
| 341٬087 | 30-34     | 354٬918 |
| 331٬760 | 25-29     | 360٬393 |
| 254٬024 | 20-24     | 276٬980 |
| 212٬044 | 15-19     | 204٬762 |
| 222٬100 | 10-14     | 213٬302 |
| 230٬721 | 5-9       | 221٬067 |
| 243٬740 | 0-4       | 234٬447 |

### الدين
تعتبر المسيحية أكبر ديانة في لندن وتشكل %48.4 ثم لادينية %20.7 ويشكل الاسلام %12.4 ولم يجب عن السؤال %8.6 ديانات أخرى %9.9.

## الاقتصاد والبنية التحتية

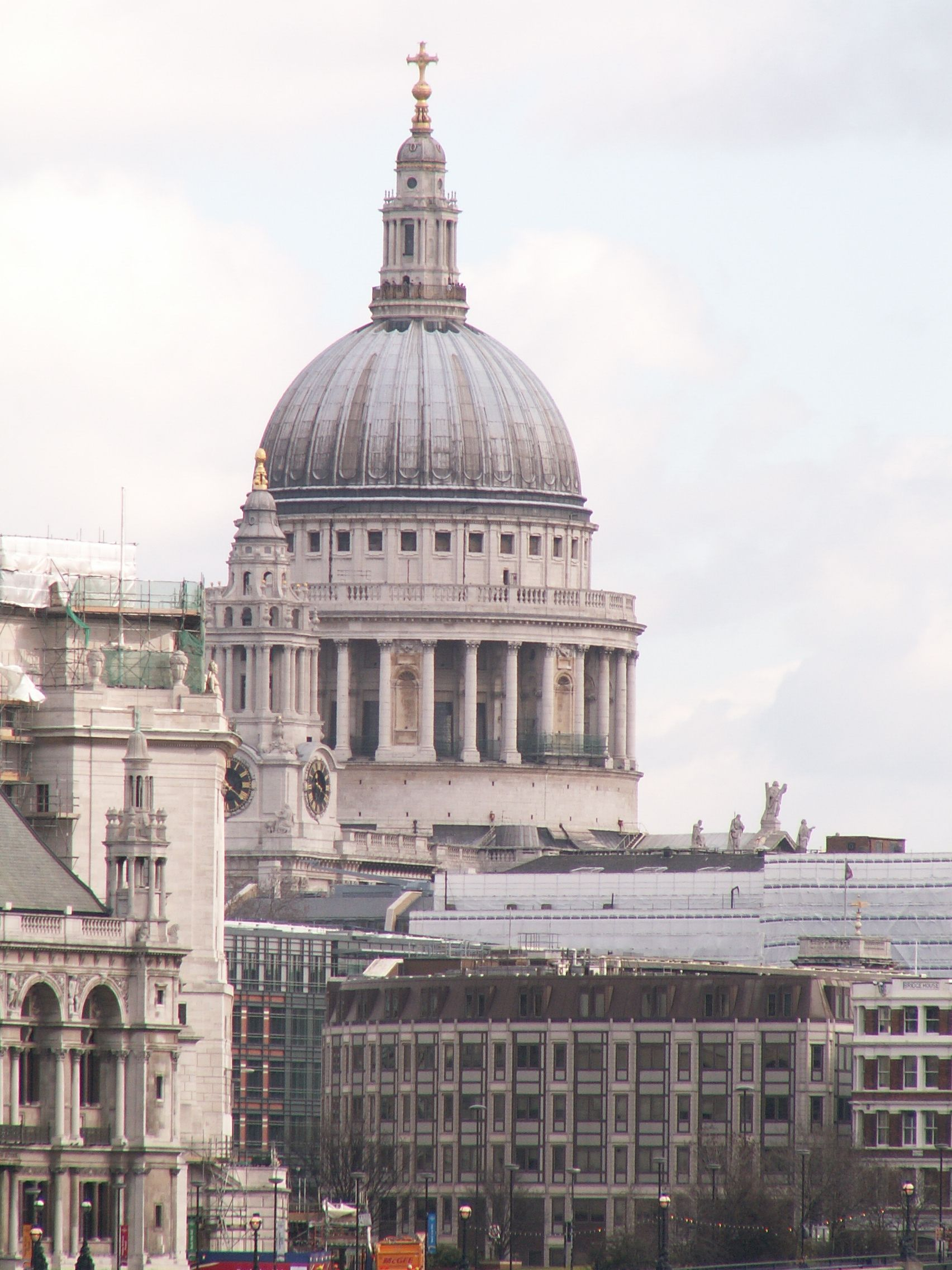
كاتدرائية سانت باول "القديس بولس"

فقدت لندن مع مرور الزمن من مكانتها الصناعية الرائدة في بريطانيا، اليوم يشكل القطاع الصناعي فقط 10% من أرباب العمل في المدينة. تلعب المطابع ودور النشر دورا مهما في هذا القطاع. حيث تشغل ربع عمال القطاع الصناعي وتأتي بثلث الإنتاج العام للندن. الصناعات الدوائية والكهربائية والإلكترونية ما زالت تلعب دورا مهما في المدينة، ولكن هناك خطط لمعظم هذه الشركات والمصانع بمغادرة المدينة في المستقبل. الصناعات الخفيفة المتواجدة هي صناعات الألبسة والصناعات الغذائية.
يتم من خلال ميناء لندن النهري تشغيل 10% من مجمل حركة الصادرات والواردات لبريطانيا. أصبح النمو الاقتصادي السنوي للمدينة منذ عام 1971 بنسبة 1,4% أقل من النسبة العامة للبلاد التي تبلغ معدلها 1,9%. بالرغم من ذلك، فإن قطاع الخدمات في المدينة وخاصة البنوك وشركات التأمين تشكل مصدر عائدات وحركة تجارية مهمة للمدينة ولبريطانيا بشكل عام. توجد بورصة المملكة الرئيسية في لندن، بورصة لندن، التي هي ثالث أقوى بورصة أوراق مالية عالميا بعد نيويورك وطوكيو. شركة التأمين لويدس (Lloyd's)، التي هي أحد أكبر شركات التأمين في العالم، تتخذ من لندن مقرا لها. يزور لندن سنويا حوالي 20 مليون سائح، جاعلا من قطاع السياحة من القطاعات المربحة في اقتصاد المدينة. لشركة المواصلات تراسبورت فور لندن (Transport for London) تدير حركة القطارات والباصات العامة للمدينة. لندن هي أهم مركز للنقل الجوي في العالم. يوجد في المدينة خمس مطارات دولية، ويسافر سنويا من خلالها 120 مليون مسافر. المطارات الخمسة هي مطار هيثرو (Heathrow)، مطار غاتويك (Gatwick)، مطار لوتون (Luton)، مطار ستانستيد (Stansted) ومطار المدينة (لندن) (City Airport). شبكة القطارات التحت أرضية (مترو) في لندن هي الأقدم على مستوى العالم حيث يعود تاريخها إلى عام 1863 وتشكل اليوم بمجمل مسافة 415 كم أطولها. هناك ثماني محطات قطارات رئيسية في لندن، هي محطة تشارينغ كروس (Charing Cross)، محطة أوستون (Euston)، محطة كنغس كروس (King's Cross)، محطة ليفربول ستريت (Liverpool Street)، محطة بادينغتون (Paddington)، محطة سانت بانكراس (St Pancras)، محطة فيكتوريا (Victoria) ومحطة واترلو (Waterloo) ومحطة لندن بريدج (London Bridge).

## السياحة
يستمتع كثير من سكان لندن، بالذهاب إلى الأسواق الراقية الموجودة بالشوارع، والتي تبيع كل شيء من الفواكه، والخضراوات الطازجة، إلى المجوهرات النادرة والتحف القديمة. ومن أسواق الشوارع المشهورة طريق بتيكوت شارع ميدلسكس في الحافة الشرقية للمدينة، وسوق شارع بريك في سوهو، وسوق طريق بورتوبلو، بالقرب من حدائق كنسينجتون.
ومن أكثر الرياضات الجماهيرية شعبية كرة القدم، وتوجد عدة أندية محترفة، تلعب في دوري كرة القدم، الذي يستمر من شهر أغسطس حتى شهر أبريل، وتقام أهم المباريات على ملعب ويمبلي الذي يتسع لنحو 80,000 مشاهد. ومن هذه المباريات نهائي كرة القدم، والمباريات الدولية. ومن الرياضات المحببة أيضًا كرة الرجبي للهواة، ويستمر موسم المباريات من شهر سبتمبر إلى شهر أبريل، وتقام مباريات الرجبي العالمية على ملاعب تويكنهام للرجبي في ريتشموند على نهر التمز.
تقام مباريات الكريكت خلال فصلي الربيع والصيف، وتعتبر ملاعب لورد للكريكيت، الموجودة في غرب حديقة ريجنت، المقر الدولي للعبة الكريكيت، كما تعدُّ الملاعب البيضية الموجودة في دائرة لامبث، من ملاعب الكريكيت التاريخية الأخرى.
يستمتع سكان لندن برياضات أخرى، مثل الجولف، وسباق الخيل، وكرة المضرب، وتوجد إمكانات رياضية ضخمة في مركز كريستال بالاس الرياضي القومي، وهو موجود في دائرة بروملي، وتقام مباريات ويمبلي لكرة المضرب، في أواخر شهر يونيو وأوائل شهر يوليو من كل عام، في ويمبلدون
بارك، بدائرة مرتون وتعد هذه المباريات من أشهر مباريات التنس في العالم. ويوجد بلندن أكثر من 2,300 مكتب معتمد للرهون، وفيه يراهن الناس على المباريات الرياضية المختلفة، ومنها سباق الخيل.

## الجامعات

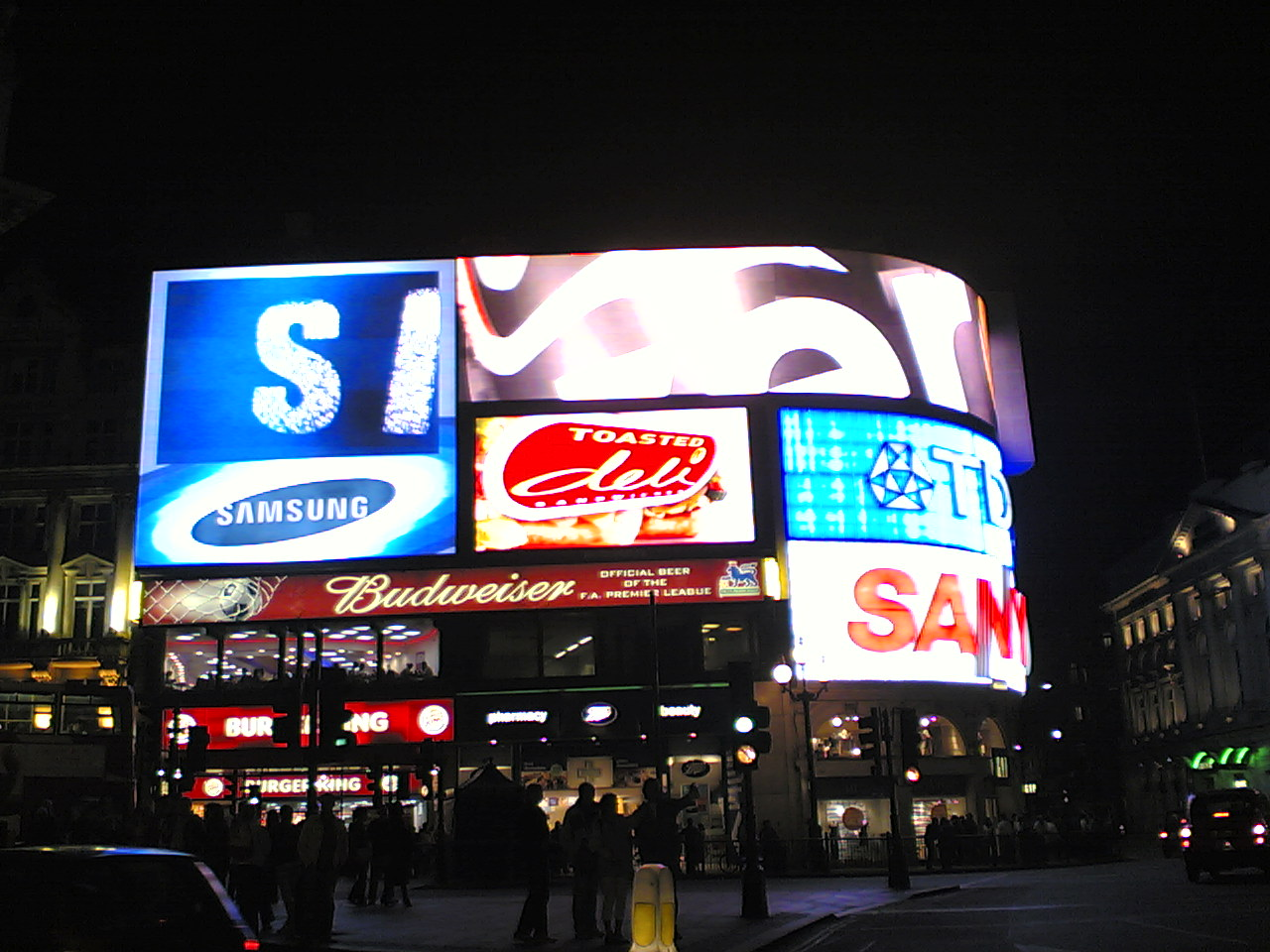
ساحة بيكاديللي ليلا

جامعة لندن هي أكبر جامعة في بريطانيا وأوروبا، بها حوالي مئة ألف طالب وتحتوي على الكثير من الكليات، التي تكاد تكون منفصلة إداريا عن الجامعة. أهم هذه الكليات:
- يونيفرستي كولدج لندن University College London (UCL)
- امبيريال كولدج Imperial College
- كنغس كولدج لندن King's College London
- كوين ماري Queen Mary
- معهد لندن للاقتصاد London School of Economics
- معهد الدراسات الشرقية والأفريقية School of Oriental and African Studies
- معهد التعليم Institute of Education
- بيربيك كولدج Birkbeck College

من الجامعات الأخرى في المدينة:
- جامعة شرق لندن
- جامعة سيتي
- جامعة ميدلسكس
- جامعة برونل

## المدن المتوائمة
- بكين، الصين
- برلين٬ ألمانيا
- بوغوتا٬ كولومبيا
- موسكو٬ روسيا
- نيويورك٬ الولايات المتحدة
- باريس٬ فرنسا
- روما٬ إيطاليا
- سانتياغو٬ تشيلي
- طهران٬ إيران
- طوكيو٬ اليابان

## وصلات خارجية
- صور من لندن: موقع يحتوي على صور متنوعة للعاصمة البريطانية.
- لندن: موقع عمدة لندن الرسمي.
- ترانسبورت فور لندن: شركة المواصلات العامة في لندن.
- زور لندن نسخة محفوظة 1 أكتوبر 2005 على موقع واي باك مشين.: موقع سياحي رسمي عن لندن.
- دليل لندن المفتوح: مشروع ويكي عن لندن.
- معلومات جغرافية متعلقة بلندن على خريطة الشارع المفتوح